# توم تولى
توم تولى (بالإنجليزية: Tom Tully) هو كاتب بريطاني، ولد في 1950.